# Zèfir
|  | No s'ha de confondre amb safir. |

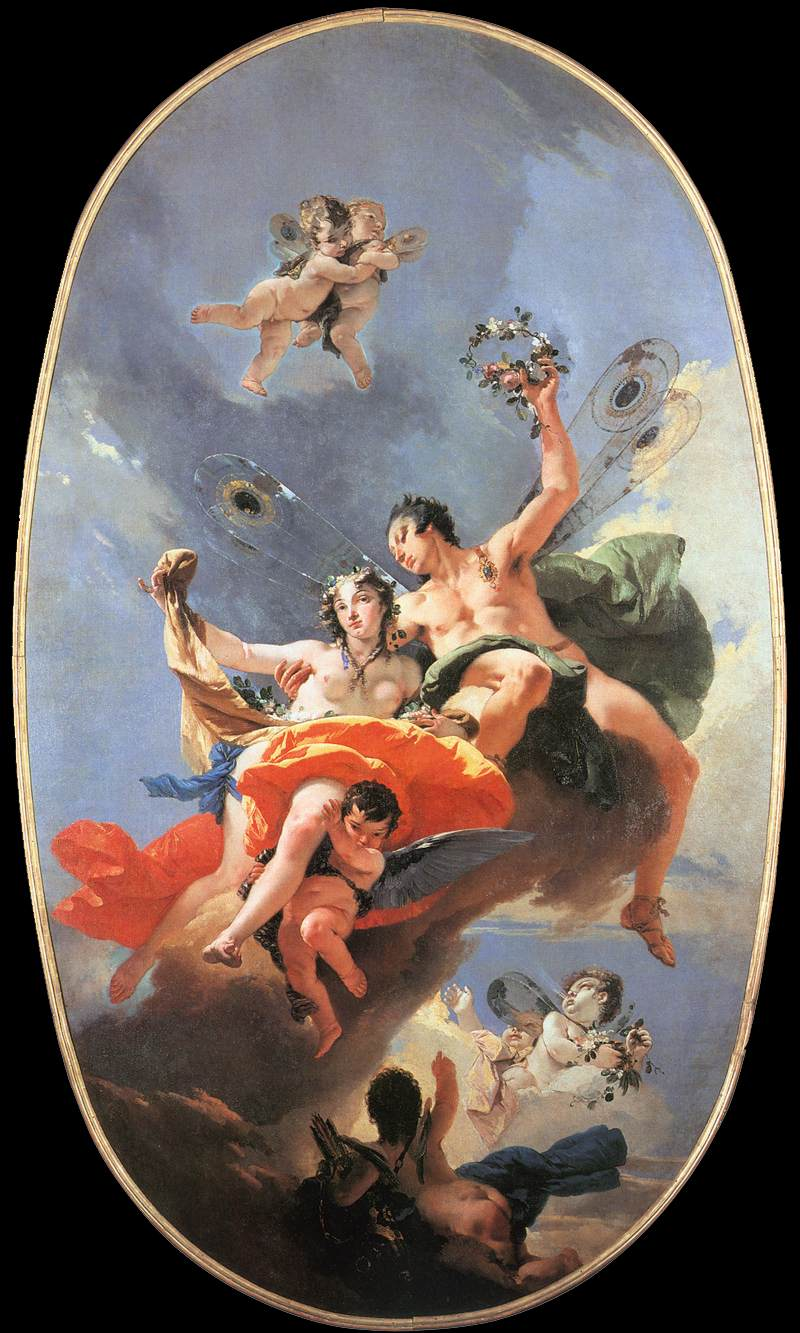
Tiepolo, Giovanni Battista - El Triomf de Zèfir i Flora - 1734-35

Segons la mitologia grega, Zèfir (en grec antic: Ζέφυρος 'Zéphyros') era la personificació del vent de l'oest i era una de les quatre divinitats de l'element aeri. És el fill d'Astreu (o d'Èol) i d'Eos, l'Aurora. El seu equivalent a la mitologia romana és Favoni.
Ell i el seu germà Bòreas, que sovint es citen junts, vivien en una cova de Tràcia. Es deia que el seu regne ocupava «els llocs on sorgeix l'estrella del vespre, on el sol apaga els seus últims focs».
Es va unir amb Podarge, una de les harpies, amb la qual va engendrar dos cavalls Xantos i Bali, cavalls d'Aquil·les, i també se li atribueix la maternitat de Flogeu i Hàrpag, els cavalls dels Dioscurs (o els que Diomedes va robar a Resos).
Era considerat el més suau i benigne, especialment des que es va enamorar de Cloris, la deessa de la primavera, que va calmar el seu caràcter. De la seua unió va néixer Carpo.
També es va enamorar de Jacint, però el noi preferia l'amor d'Apol·lo i, segons expliquen, el va matar per gelosia desviant un disc que Apol·lo havia llançat.